# Zita Žvikienė
Zita Žvikienė (* 30. September 1955 in Selvestrai, Rajongemeinde Šilalė) ist eine litauische Juristin und Politikerin.

## Leben
Nach dem Abitur 1973 an der Mittelschule Laukuva bei Šilalė absolvierte sie 2001 das Diplomstudium der Rechtswissenschaften an der Vilniaus universitetas.
Von 1973 bis 1976 arbeitete sie in der sowjetischen Kriminalmiliz. Von 1976 bis 1983 war sie Ermittlerin in der Rajongemeinde Raseiniai und wurde Major.
Ab 1997 arbeitete sie im VMI-Finanzamt in Radviliškis. Von 2004 bis 2008 war sie und seit 2012 ist sie Mitglied im Seimas. Von 2011 bis 2012 war sie Mitglied im Rat der Rajongemeinde Radviliškis.
Seit 2003 ist sie Mitglied der Darbo partija.

## Quelle
- VRK (Memento vom 10. Dezember 2008 im Internet Archive)

| Personendaten    | Personendaten                       |
| ---------------- | ----------------------------------- |
| NAME             | Žvikienė, Zita                      |
| KURZBESCHREIBUNG | litauische Juristin und Politikerin |
| GEBURTSDATUM     | 30. September 1955                  |
| GEBURTSORT       | Selvestrai, Rajongemeinde Šilalė    |